# Ehretia anacua
Ehretia anacua là loài thực vật có hoa trong họ Ehretiaceae. Loài này được (Terán & Berland.) I.M.Johnst. mô tả khoa học đầu tiên năm 1924.